# Невис-Паулиста
Невис-Паулиста (порт. Neves Paulista) — муниципалитет в Бразилии, входит в штат Сан-Паулу. Составная часть мезорегиона Сан-Жозе-ду-Риу-Прету. Входит в экономико-статистический микрорегион Ньяндеара. Население составляет 9346 человек на 2006 год. Занимает площадь 232,143 км². Плотность населения — 40,3 чел./км².

## История
Город основан 22 мая 1922 года.

## Статистика
- Валовой внутренний продукт на 2003 составляет 75 994 601,00 реал (данные: Бразильский институт географии и статистики).
- Валовой внутренний продукт на душу населения на 2003 составляет 8309,96 реала (данные: Бразильский институт географии и статистики).
- Индекс развития человеческого потенциала на 2000 составляет 0,804 (данные: Программа развития ООН).